# Armstrong (Iowa)
Armstrong è una città degli Stati Uniti, situata nella Contea di Emmet, nello Stato dell'Iowa.

## Geografia fisica
Armstrong è situata a 43°23′45″N 94°28′51″W (43.395722 -94.480750). La città ha una superficie di 2,1 km², interamente coperti da terra. Armstrong è situata a 381 m s.l.m.

## Società

### Evoluzione demografica
Al censimento del 2000, Armstrong contava 979 abitanti e 422 famiglie. La densità di popolazione era di 466,19 abitanti per chilometro quadrato. Le unità abitative erano 456, con una media 217,14 per chilometro quadrato. La composizione razziale contava il 98,88% di bianchi, lo 0,20% di afroamericani, lo 0,41% di nativi americani, lo 0,10% di asiatici e lo 0,10% di altre razze. Gli ispanici e i latini erano lo 0,31% della popolazione residente.